# سفين أدولف هيدلاند
سفين أدولف هيدلاند (بالسويدية: Sven Adolf Hedlund)‏ هو مترجم وسياسي سويدي، ولد في 24 فبراير 1821 في السويد، وتوفي في 16 سبتمبر 1900 في السويد. انتخب عضو البرلمان السويدي ‏.